# Траусдейл (округ)
Округ Траусдейл (англ. Trousdale County) располагается в штате Теннесси, США. Официально образован в 1870 году. По состоянию на 2010 год, численность населения составляла 7870 человек.

## География
По данным Бюро переписи США, общая площадь округа равняется 303,030 км2, из которых 295,260 км2 — суша, и 6,475 км2, или 2,100 % — это водоёмы.

## Население
По данным переписи населения 2000 года в округе проживает 7259 жителей в составе 2780 домашних хозяйств и 2 034 семей. Плотность населения составляет 25,00 человек на км2. На территории округа насчитывается 3095 жилых строений, при плотности застройки около 10,00-ти строений на км2. Расовый состав населения: белые — 86,57 %, афроамериканцы — 11,35 %, коренные американцы (индейцы) — 0,23 %, азиаты — 0,11 %, гавайцы — 0,03 %, представители других рас — 0,99 %, представители двух или более рас — 0,72 %. Испаноязычные составляли 1,52 % населения независимо от расы.
В составе 31,90 % из общего числа домашних хозяйств проживают дети в возрасте до 18 лет, 58,30 % домашних хозяйств представляют собой супружеские пары, проживающие вместе, 11,30 % домашних хозяйств представляют собой одиноких женщин без супруга, 26,80 % домашних хозяйств не имеют отношения к семьям, 23,00 % домашних хозяйств состоят из одного человека, 10,30 % домашних хозяйств состоят из престарелых (65 лет и старше), проживающих в одиночестве. Средний размер домашнего хозяйства составляет 2,55 человека, и средний размер семьи — 2,99 человека.
Возрастной состав округа: 24,20 % — моложе 18 лет, 8,50 % — от 18 до 24, 28,10 % — от 25 до 44, 24,90 % — от 45 до 64, и 24,90 % — от 65 и старше. Средний возраст жителя округа — 38 лет. На каждые 100 женщин приходится 96,90 мужчин. На каждые 100 женщин старше 18 лет приходится 92,40 мужчин.
Средний доход на домохозяйство в округе составлял 32 212 USD, на семью — 37 401 USD. Среднестатистический заработок мужчины был 27 466 USD против 21 207 USD для женщины. Доход на душу населения составлял 15 838 USD. Около 9,70 % семей и 13,40 % общего населения находились ниже черты бедности, в том числе — 14,00 % молодежи (тех, кому ещё не исполнилось 18 лет) и 20,00 % тех, кому было уже больше 65 лет.